# Jataró Iwasaki
Jataró Iwasaki (岩崎 弥太郎, 9. ledna 1835 – 7. února 1885) byl japonský průmyslník a finančník, zakladatel firmy Mitsubishi.
Iwasaki se narodil v Aki v provincii Tosa (nyní prefektura Kóči) ve venkovské zemědělské rodině. Iwasakiové bývali členy šlechtické třídy samurajských válečníků a patřili do klanu Iwasaki, což je větev klanu Takeda, ale Jataróův pradědeček kvůli umoření dluhů šlechtictví své rodiny prodal. Jataró Iwasaki zahájil svou kariéru jako zaměstnanec klanu Jamauči, vládnoucího klanu Tosy, který měl obchodní zájmy v mnoha částech Japonska. Pak ve věku devatenácti let odešel do Eda za vzděláním, ale přerušil studium o rok později, když jeho otec byl vážně zraněn při sporu se starostou vesnice. Iwasaki obvinil místního soudce z korupce za to, že odmítl případ vyslechnout, a byl za to poslán do vězení na sedm měsíců. Po propuštění byl nějaký čas bez práce, pak si našel práci učitele. Iwasaki se vrátil do Eda, kde se stýkal s politickými aktivisty a studoval u Jošidy Tojoa, reformátora a propagátora modernizace, který také pocházel z provincie Tosa. Ten ho ovlivnil svými myšlenkami o otevření a rozvoji tehdy uzavřeného Japonska pomocí průmyslu a zahraničního obchodu. Iwasaki si pak jeho prostřednictvím našel práci jako úředník u Jamaučiů v Nagasaki, vypracoval se do vysokých pozic se zodpovědností za zahraniční obchod a znovu zakoupil samurajský status své rodiny.
Po zahájení reforem Meidži, jež zrušily v Japonsku feudalismus, Iwasaki v roce 1868 odcestoval do Ósaky. V březnu 1870 se stal ředitelem společnosti Tsukumo Trading Company, přepravní společnosti založené jménem klanu Jamauči, a zabýval se pronajímáním práv obchodovat. V roce 1873 společnost změnila svůj název na Mitsubishi, složenina micu („tři“) a hiši (doslovně označení plodu bahničky jedlé, v japonštině často používané ve významu kosočtverec). Znak Mitsubishi byl kombinací rodového erbu Iwasakiů, na kterém jsou tři překrývající se kosočtverce, a erbu Jamaučiů se třemi dubovými listy vyrůstajícími ze středu.
V letech 1874 a 1875 Iwasaki získal velkou zakázku japonské vlády na přepravu japonských vojáků a válečného materiálu. Japonská vláda pro japonskou expedici z roku 1874 na Tchaj-wan proti domorodcům na jihovýchodě Tchaj-wanu zakoupila několik lodí, a tyto lodě po dokončení expedice v roce 1875 získala firma Mitsubishi. To vytvořilo silné vazby mezi Mitsubishi a japonskou vládou, které zajistily úspěch nové společnosti. Na oplátku firma Mitsubishi podpořila novou japonskou vládu a přepravovala vojenské jednotky, které porazily sacumské povstání v roce 1877. Úspěch Mitsubishi se tak prolínal se vzestupem moderního japonského státu. Mitsubishi se stala jednou ze zaibacu čili „velké čtyřky“ firem a kromě lodní dopravy investovala do těžebního průmyslu, opravy lodí a finančního průmyslu. V roce 1884 si Iwasaki pronajal loděnici v Nagasaki, což společnosti umožnilo zahájit stavbu lodí ve velkém měřítku, a přejmenoval ji na Nagasaki Shipyard & Machinery Works. Iwasaki často pořádal večeře pro hodnostáře a utrácel při těchto příležitostech obrovské množství peněz, ale také si získal mnoho přátel, kteří mu později pomáhali.
Iwasaki zemřel na rakovinu žaludku 7. února 1885 ve věku 50 let. Jako vedoucí rodinného podniku pak nastoupil nejprve jeho bratr Janosuke, a potom jeho syn Hisaja. V roce 1903 se Iwasakiho čtvrtá dcera Masako provdala za barona Šideharu, později prvního japonského předsedu vlády po druhé světové válce.